# バスジャック (小説)
『バスジャック』は、三崎亜記による日本の短編小説集。またその表題作である短編小説。
バスジャックを主題としたブラックユーモアの短編、ラブストーリー、掌編作品など、『小説すばる』（集英社）に掲載された全7編が収録されている。

## 収録作品
二階扉をつけてください
初出：『小説すばる』2005年2月号
「町内でお宅だけですよ、付けていないの」「何がですか」「二階扉ですよ、ちゃんと回覧板読んで下さいよ」近所のおばさんからの突然のクレーム。この土地に越してきて2年が経つが、『二階扉』なんて見たことも聞いたこともなかった。隣近所の家を見回してみると、確かにどの家の2階にも扉が付いている。だが、外付けの梯子があるわけでもなく、用途がよく分からない。とりあえず二階扉の取付を専門とする業者に見積もりを依頼するが、見積書には見たことがない言葉が並び、混乱に拍車がかかる。よく分からないまま、焦って取付を依頼すると、扉は短時間でまるで最初からそこにあったかのように付けられたが、果たして『二階扉』の使い道は……。
しあわせな光
初出：『小説すばる』2005年3月号
3ページほどの掌編作品。夕食後の散歩で丘に登った男性が何気なく自宅を見ると、誰もいないはずの家の窓から灯りが見え、そこには幼い頃の自分や亡くなった家族たちがいた……。
二人の記憶
初出：『小説すばる』2005年4月号
「また同じ店? 昨日行ったばかりなのに」はて、この店は1ヵ月ぶりのはずだが……。「まさか2人とも死んじゃうなんて…」そんな内容の映画ではなかったはずだが……。最近恋人との会話がちぐはぐだ。彼女は誰か別の男と私を勘違いしているのだろうか。しかし私は思い至る。記憶が間違っているのは私かもしれないと。
バスジャック
初出：『小説すばる』2005年6月号、第59回日本推理作家協会賞短編部門候補作
今、バスジャックがブームだ。バスジャックが様式化され、数々のマニュアルが法整備され、娯楽として人々に認知されて久しい。そして、私が乗るバスもジャックされるが、目に余る彼らの稚拙なバスジャックには辟易するばかりだ。さりとて、私は困っている。荷物検査で、今持っているアタッシェケースの中を見られては困るからだ。果たしてバスジャックの結末は……。
雨降る夜に
初出：『小説すばる』2005年8月号
5ページほどの掌編作品。雨の夜に本を貸し借りし、互いに安らぎを得る男女の物語。
動物園
初出：『小説すばる』2005年7月号
入園客減少に悩んだ動物園が案じた一計の策。依頼を受け早速園を訪れた日野原。彼女の仕事とは、動物がいる空間そのものをプロデュースすること、つまり、何もいない檻に動物がいるように見せかけることだった。日野原の能力は、その計画を巡って園長と対立していた飼育係を黙らせる。当初の予定通り、稀少生物・ヒノヤマホウオウの展示が始まるが……。
送りの夏
初出：『小説すばる』2005年9月号
突如失踪した母・晴美の行方を追って、父の手帳にあった住所を頼りにとある田舎町へとやって来た麻美。若草荘という共同住宅で母は「直樹」という、優しい笑みを浮かべたまま微動だにしない人形のような男性と暮らしていた。母の他にも、「人形」と暮らす人々が何組かいた。彼らは人間なのか、それとも……、12歳の少女が人の死と向き合う。